# Agave colorata
Agave colorata är en sparrisväxtart som beskrevs av Howard Scott Gentry. Agave colorata ingår i släktet Agave och familjen sparrisväxter. Inga underarter finns listade i Catalogue of Life.

## Bildgalleri

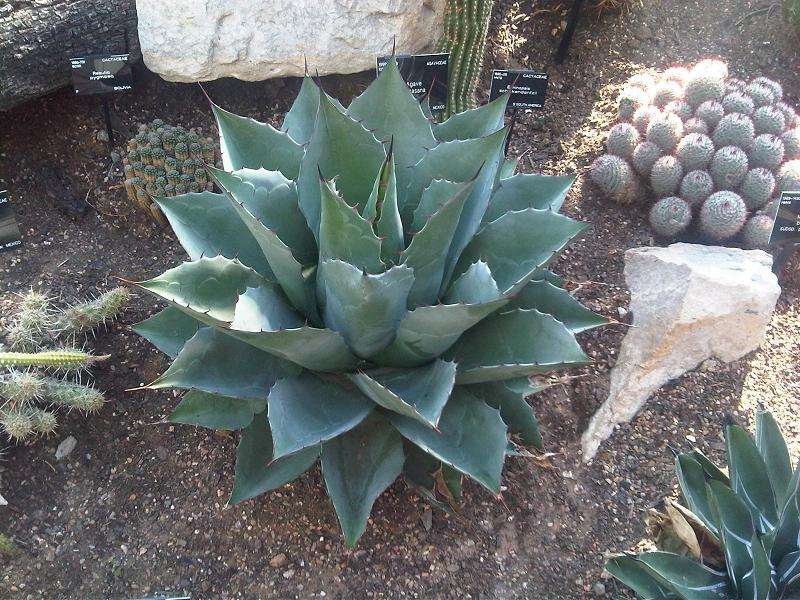
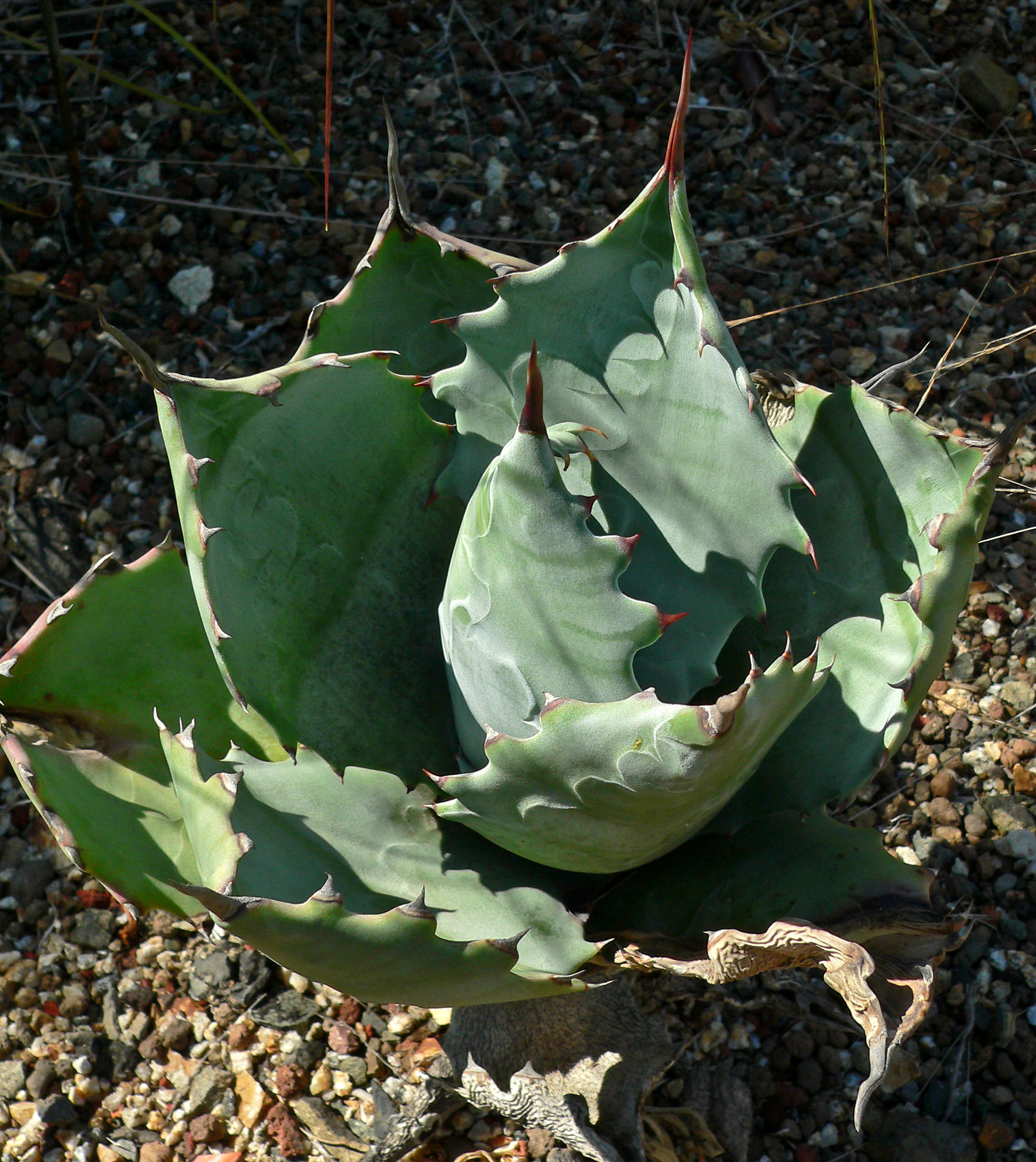
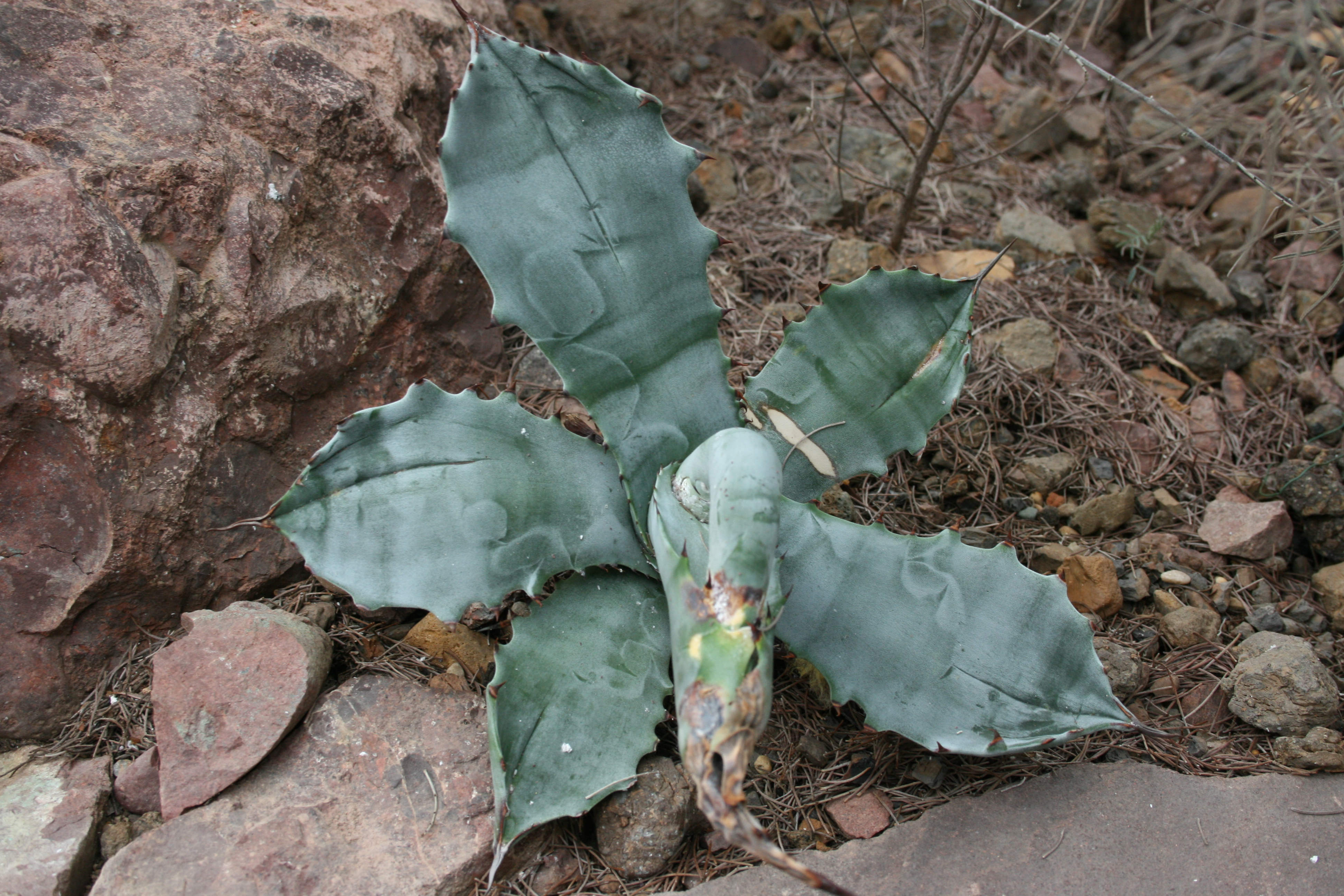
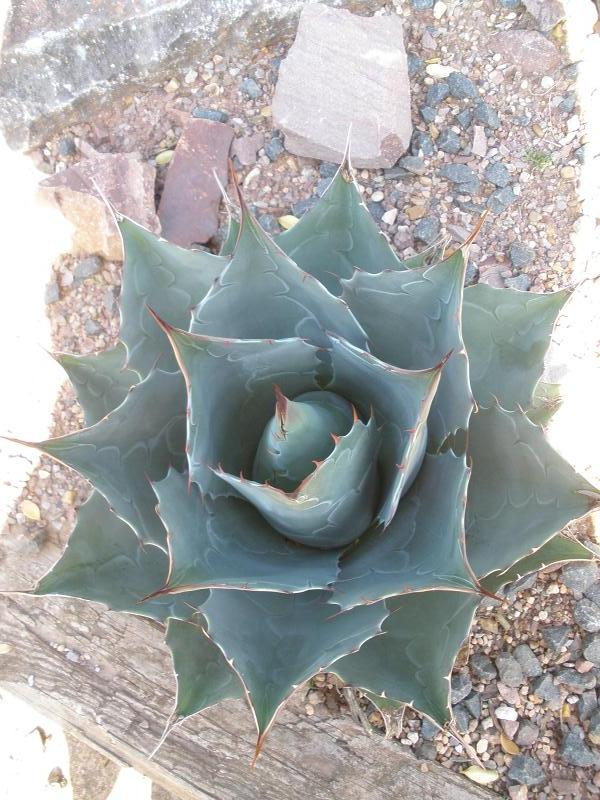
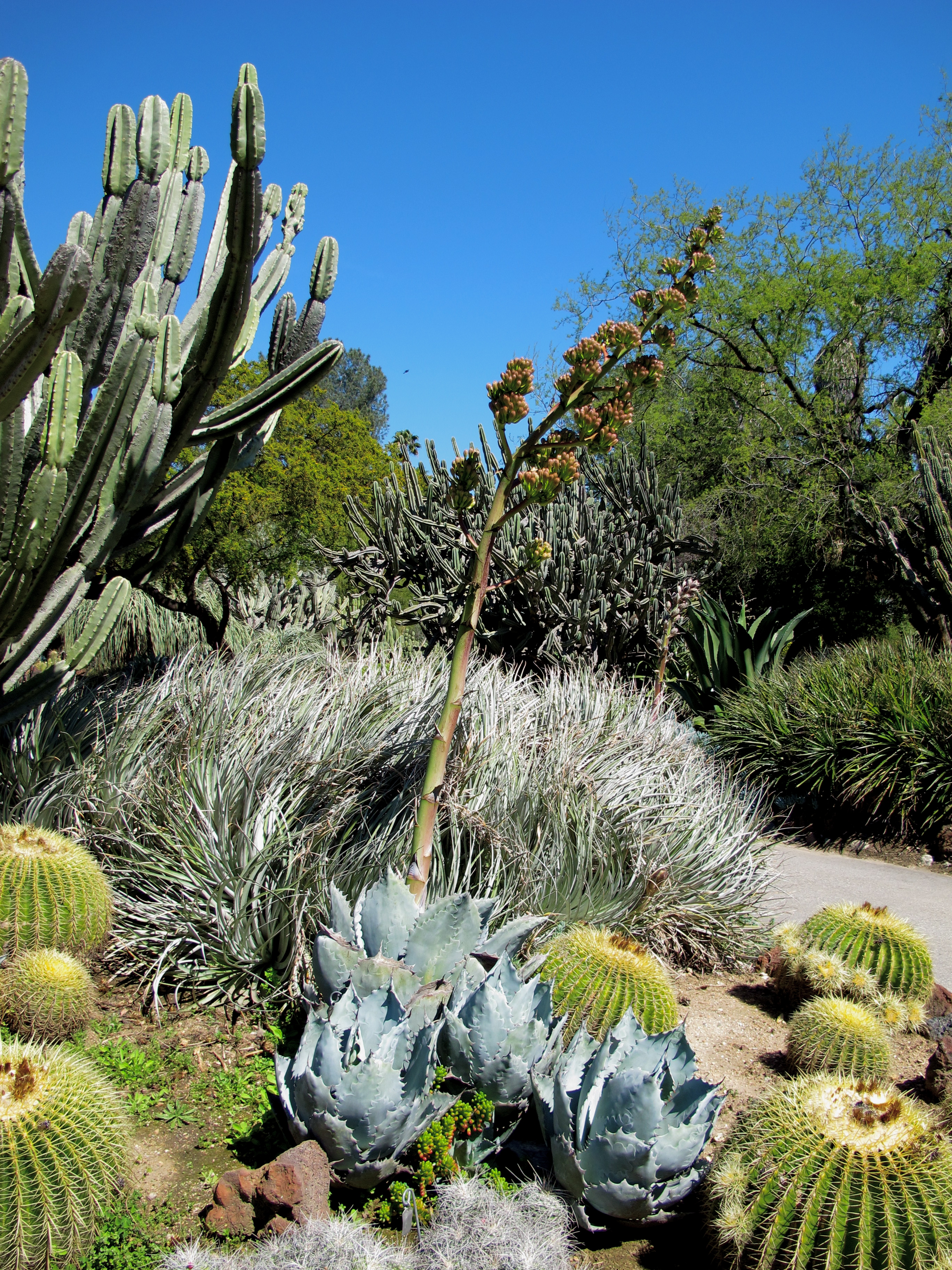
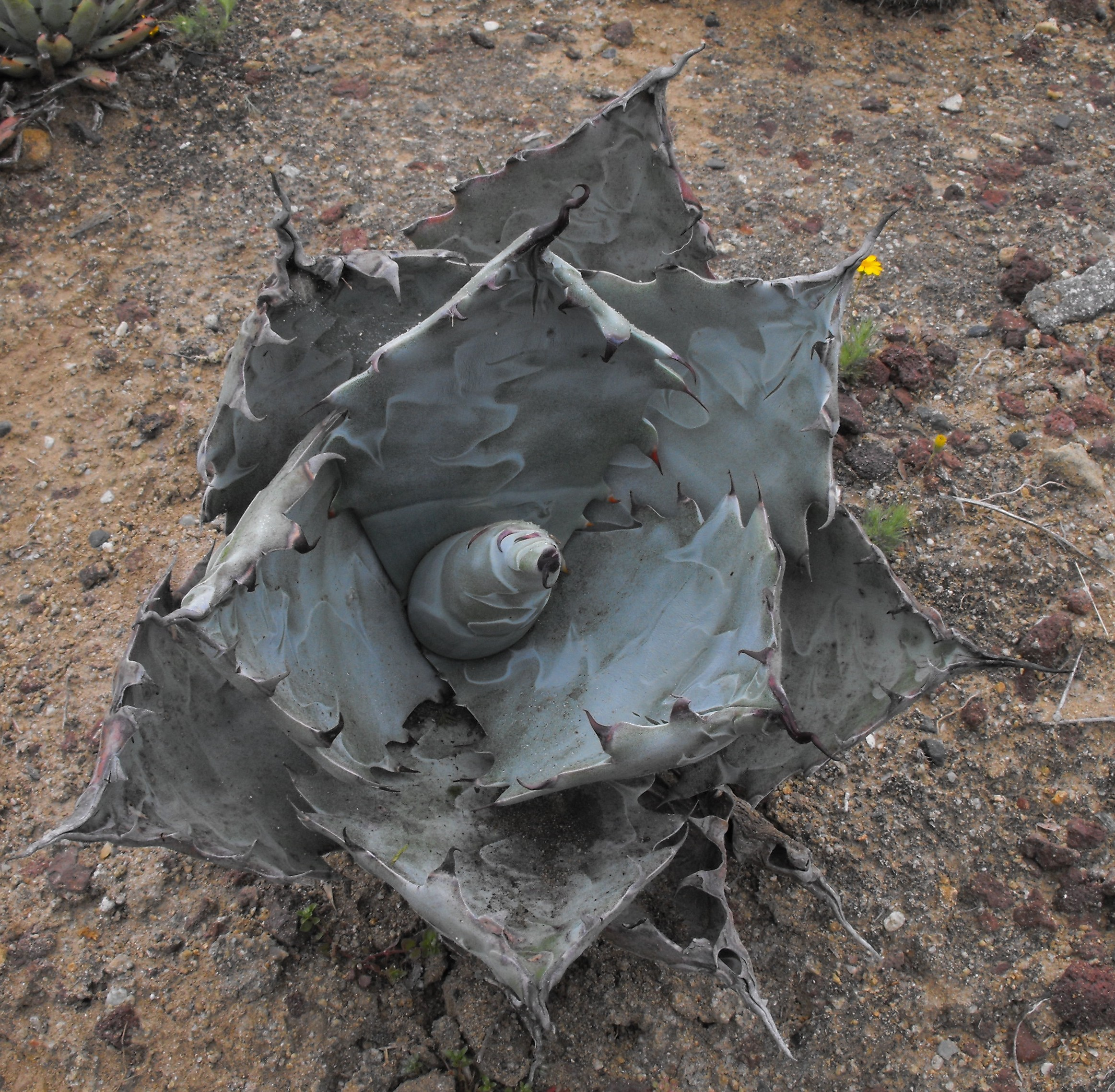